# Konference latinských biskupů arabských oblastí
Konference latinských biskupů arabských oblastí (Conférence des evêques latins dans les régions arabes, CELRA) je biskupská konference sdružující katolické biskupy latinského ritu v arabském světě. Byla založena v roce 1967 Kongregací pro evangelizaci národů, její statut byl potvrzen v roce 1989. Předsedou konference je z titulu své funkce vždy Latinský patriarcha jeruzalémský.

## Členové
Členy konference jsou všichni sídelní, emeritní, pomocní biskupovéé i koadjutoři následujících církevních správních jednotek:
- Latinský patriarchát jeruzalémský (Izrael, Palestina, Kypr, Jordánsko)
- Arcidiecéze bagdádská (Irák)
- Diecéze džibutská (Džibutsko)
- Diecéze mogadišská (Somálsko)
- Apoštolský vikariát Bejrút (Libanon)
- Apoštolský vikariát v Alexandrii Egyptské (Egypt)
- Apoštolský vikariát aleppský (Sýrie)
- Apoštolský vikariát jižní Arábie (Spojené arabské emiráty, Omán, Jemen)
- Apoštolský vikariát Severní Arábie (Saúdská Arábie, Bahrajn, Kuvajt, Katar).

## Seznam předsedů CELRA
- Alberto Gori (1965-1970)
- Giacomo Giuseppe Beltritti (1970-1987)
- Michel Sabbah (1987-2008)
- Fouad Twal (2008-2016)
- Giuseppe Lazzarotto (zastupující předseda, 2016-2017)
- Pierbattista Pizzaballa (místopředseda 2017-2020, zastupující předseda 2020, od 2020 předseda)